# Guadalupe Morales Rubio
María Guadalupe Morales Rubio (Ciudad de México, 11 de marzo de 1966) es una política mexicana, miembro actual del partido Movimiento Regeneración Nacional (Morena) y con anterioridad del Partido de la Revolución Democrática (PRD) y del Partido Acción Nacional (PAN). Ha sido en dos ocasiones diputada federal y jefa delegacional de Venustiano Carranza.

## Biografía
Es profesora de educación primaria egresada de la Benemérita Escuela Nacional de Maestros; tiene estudios de diplomados en Administración Gubernamental por el Instituto Tecnológico y de Estudios Superiores de Monterrey (ITESM), en Administración Pública y Participación Ciudadana por la Universidad Autónoma Metropolitana (UAM), y un segundo en la misma especialidad en la Facultad de Estudios Superiores Acatlán.
Fue miembro del PAN desde 1980. Entre 1983 y 1984 fue responsable de encuestas en el Centro de Investigación de Mercados; y de 1985 a 1991 ejerció su profesión docente como coordinadora de ciclo escolar en el Colegio Hebreo Tarbut y de 1987 a 1990 asesora pedagógica en el colegio Comunidad Judía.
En 1985 fue representante suplente del PAN en el Consejo electoral del Distrito Federal, de 1988 a 1991 ante el Consejo Distrital Electoral del Instituto Federal Electoral (IFE), de 1994 a 1995 fue secretaria particular del presidente del PAN en el Distrito Federal Gonzalo Altamirano Dimas y de 1995 a 1996 secretaria de Afiliacion y de 1996 a 1998 secretaria de Capacitación, ambas en el comité Distrital 14. En 1997 fue elegida diputada suplente a la Asamblea Legislativa del Distrito Federal sin llegar a ser llamada a ocupar el cargo; en el mismo periodo fue coordinadora de Módulo de Atención Ciudadana y Gestoría en la ALDF e integrante del comité directivo delegacional del PAN en Venustiano Carranza.
En las elecciones de 2000 fue candidata del PAN a jefa delegacional de Venustiano Carranza. Triunfó en la elección al recibir el 35.79% de los votos, frente al 33.32% de su contrincante de la coalición encabezada por el PRD. Asumió el cargo para el periodo de 2000 a 2003; durante el inicio de su gestión tuvo acusaciones de nepotismo por parte de los partidos de oposición a su gobierno, por la presunta implicación de su esposo en decisiones gubernamentales; posteriormente tuvo un conflicto político con el entonces líder del PAN en el Distrito Federal, José Luis Luege Tamargo, que tuvo como punto culminante su renuncia a su militancia en el PAN el 22 de agosto de 2002. Incorporándose de forma posterior el PRD.
En las elecciones federales de 2003 es candidata del PRD a diputada federal por el Distrito 9 del Distrito Federal, resultando elegida con el 40.47% de los votos, frente al 26.12% de su oponente del PAN. En esta legislatura fue secretaria de la comisión de Desarrollo Metropolitano; e integrante de las comisiones de Relaciones Exteriores; y, de Turismo; así como integrante del Parlamento Latinoamericano. Entre 2006 y 2018 participó en movimientos y campañas políticas, primero del PRD y luego de Morena, como la defensa del petróleo o la campaña electoral de Bernardo Bátiz a jefe delegacional de Benito Juárez.
En 2018 dejó el PRD y se unió a Morena, que ese año la postuló candidata a diputada por el Distrito 10 local al Congreso de la Ciudad de México y logró el triunfo con 44.73% de los votos, frente al 35.02% de su competidor de la coalición Por la Ciudad de México al Frente. En la I Legislatura del Congreso local fue presidenta de la comisión de Presupuesto y Cuenta Pública. Postulada a la reelección por el mismo cargo y distrito en las elecciones de 2021, vuelve a ser elegida para el cargo con el 44.08% de los votos, contra el 42.08% de la coalición Va por México. En la II Legislatura de dicho a 2024 fue vicecoordinadora del Grupo Parlamentario de Morena; integrante en las comisiones de Atención al Desarrollo de la Niñez; de Rendición de Cuentas y Vigilancia de la Auditoría Superior de la Ciudad de México; de Administración y Procuración de Justicia; de Desarrollo e Infraestructura Urbana; Registral, Notarial y Tenencia de la Tierra; y, de Normatividad, Estudios y Prácticas Parlamentarias; así como integrante del Comité de Administración y Capacitación.
En las elecciones federales de 2024 fue postulada y elegida diputada federal suplente por la coalición Sigamos Haciendo Historia, siendo diputada propietaria Ifigenia Martínez, a la LXVI Legislatura que tendrá término en 2027. Ifigenia Martínez fue elegida presidenta de la Cámara de Diputados al inicio de la legislatura el 1 de septiembre de 2024, sin embargo, falleció en el cargo el 5 de octubre siguiente, cuatro días después de presidir la toma de protesta de la presidenta Claudia Sheinbaum Pardo; por lo que fue llamada a asumir el cargo, rindiendo protesta como diputada el 14 de octubre. En la LXVI Legislatura es secretaria de las comisiones de Derechos de la Niñez y Adolescencia; y, de Seguridad Ciudadana; e integrante de la comisión de Relaciones Exteriores.